# أتاري
أتاري (بالإنجليزية: Atari)‏ هو اسم علامة تجارية امتلكته عدة كيانات منذ إنشائها في عام 1972. وهي مملوكة حاليًا للناشر الفرنسي أتاري إس إيه من خلال شركة تابعة تسمى أتاري إنتراكتيف. شركة أتاري الأصلية، التي تأسست في سانيفيل، كاليفورنيا في عام 1972 على يد نولان بوشنل وتيد دابني، كانت رائدة في ألعاب الصالات وأجهزة ألعاب الفيديو المنزلية والحواسيب المنزلية. ساعدت منتجات الشركة، مثل بونغ وأتاري 2600، في تحديد شكل صناعة الترفيه الإلكتروني من السبعينيات إلى منتصف الثمانينيات.
في عام 1984، وبعد انهيار سوق ألعاب الفيديو عام 1983، تم بيع وحدة التحكم الرئيسية وقسم الكمبيوتر في شركة أتاري الأصلية، وتم تغيير اسم الشركة إلى أتاري غيمز. نالت أتاري غيمز حق استخدام الشعار والاسم إضافة كلمة «غيمز» على ألعاب الصالات، بالإضافة إلى حقوق خصائص أجهزة الصالات الأصلية بين أعوام 1972-1984. تم بيع قسم الإلكترونيات الاستهلاكية في أتاري إلى شركة تراميل تكنولوجي لصاحبها جاك تراميول، والتي أعادت تسمية نفسها بعد ذلك إلى شركة أتاري كوربوريشن. في عام 1996، اندمجت أتاري كوبوريشن مع شركة جي تي ستوراج المصنعة لمحركات الأقراص،  لتصبح قسمًا داخل الشركة. في عام 1998، استحوذت هاسبرو إنتراكتيف على جميع العقارات ذات الصلة بشركة أتاري، وأسست شركة تابعة جديدة هي أتاري إنتراكتيف.
اشترت إنفوجرامز شركة هاسبرو في عام 2001 وأعادت تسميتها إلى إنفوغرامز إنتراكتيف، والتي نشرت بين الحين والآخر عناوين تحمل علامة أتاري التجارية. في عام 2003، أعادت تسمية القسم إلى أتاري إنتراكتيف. هناك قسم آخر في إنفوغراز تم تغيير اسمه إلى أتاري في نفس العام، حيث قام بترخيص اسم وشعار أتاري من شركته التابعة.
في عام 2008، أكملت إنفوغرامز استحواذها على الأسهم المعلقة لشركة أتاري، ما جعلها تابعة ومملوكة بالكامل. أعادت إنفوغرامز تسمية نفسها إلى أتاري إس أيه في عام 2009. وطلبت الحماية من الإفلاس بموجب القانون الفرنسي في يناير 2013.
حتى عام 2022، تتابع أتاري الحالية عدة خطوط عمل خارج ألعاب الفيديو، بما في ذلك العملات المشفرة  والفنادق ذات طابع ألعاب الفيديو.

## روابط خارجية
- أتاري على موقع ميوزك برينز (الإنجليزية)